# Larson Boat Works
Larson Boat Works var en amerikansk tillverkare av fritidsbåtar. Det grundades 1915 i Little Falls i Minnesota av Paul Larson (1894–1983), som var svenskamerikan i andra generationen.
Paul Larson uppförde en båtfabrik 1925 på östra stranden av Mississippi, på en plats som tidigare använts för sågverk av Pine Tree Lumber Company. År 1949 totalförstördes fabriken i en brand. Den återuppbyggdes 1950 och kort därefter började företaget bygga båtar i glasfiberarmerad plast. Företaget köpte 1969 båttillverkaren Glasspar i Kalifornien.
Larson Boat Works köptes senare av snöskotertillverkaren Arctic Enterprises, Inc. i Minnesota, vilket företag 1978 blev det första företaget i den av Irwin L. Jacobs grundade koncernen Genmar Holdings.  Genmar Holdings gick i konkurs 2009, varefter den del som Larson Boats tillhörde köptes av Platinum Equity i Kalifornien.
Båtfabriken i Little Falls lades ned 2018, varefter Larson-båtar tillverkades enbart i Pulaski i Wisconsin. Larson är idag (2023) ett varumärke för fritidsbåtar för Highwater Marine, LLC, ett helägt dotterbolag till Polaris Industries Inc..